# Жерлье, Пьер-Мари
Пьер-Мари Жерлье (фр. Pierre-Marie Gerlier; Пётр-Мари́я Герлич, пол. Piotr Maria Gerlicz; 1 января 1880, Версаль, Франция — 17 января 1965, Лион, Франция) — французский кардинал. Епископ Тарба и Лурда с 14 мая 1929 по 30 июля 1937. Архиепископ Лиона с 30 июля 1937 по 17 января 1965. Кардинал-священник с 13 декабря 1937, с титулом церкви Сантиссима-Тринита-аль-Монте-Пинчо с 16 декабря 1937.

## Биография
Сын Владисла́ва Герлича герба Лис и А́нны Мати́льды Фавр.
После учёбы в семинарии Исси-ле-Мулино он служил офицером французской армии во время Первой мировой войны, во время которой был ранен и взят в плен. Рукоположён в священники в 1921 году.
Во время Второй мировой войны Жерлье поддержал режим Виши. 19 ноября 1940 года в присутствии маршала Петена произнес фразу, которая впоследствии стала поводом для критики: «Потому что Петен — это Франция, а Франция сегодня — это Петен!»
Впоследствии Жерлье осудил депортацию евреев вишистскими властями в нацистские лагеря смерти. Кроме того, он призвал римско-католические религиозные учреждения помочь укрывать еврейских детей. За свои усилия по спасению евреев во время Второй мировой войны он был посмертно удостоен звания праведник народов мира израильским Институтом Катастрофы и героизма Яд Вашем в 1981 году.